# Kiyoshi Kurosawa
Pour les articles homonymes, voir Kurosawa (homonymie).
 (janvier 2009).
Si vous disposez d'ouvrages ou d'articles de référence ou si vous connaissez des sites web de qualité traitant du thème abordé ici, merci de compléter l'article en donnant les références utiles à sa vérifiabilité et en les liant à la section « Notes et références ».
Kiyoshi Kurosawa (黒沢 清, Kurosawa Kiyoshi) est un réalisateur et scénariste japonais, né le 19 juillet 1955 à Kobe. Il est considéré comme l'un des artistes marquants du renouveau du cinéma japonais.
Il n'a pas de lien de parenté avec Akira Kurosawa.
Tout comme Hideo Nakata, Kiyoshi Kurosawa réalise des séries B mais également des longs-métrages à la portée plus universelle. En vingt ans de carrière, il a réalisé une vingtaine de films. 

## Biographie

### Formation et premiers travaux
Kiyoshi Kurosawa fait partie de cette nouvelle génération de cinéastes issue de « l'école Super 8 » (Hideo Nakata, Shin'ya Tsukamoto), qui a succédé à la « nouvelle vague japonaise » des années 1960 et 1970 (Shōhei Imamura, Nagisa Ōshima, Yoshishige Yoshida). De 1974 à 1983, il tourne une dizaine d'œuvres dans ce format. Son premier film, Rokkō, explore le conflit entre professeurs et élèves. Influencé à la fois par le cinéma de genre hollywoodien des années 1970 (Terence Fisher, Richard Fleischer, Don Siegel, Tobe Hooper, John Carpenter, George Romero) et par sa vie quotidienne d'étudiant en sociologie à l'université Rikkyō à Tokyo, il signe Vertigo College (Shigarami gakuen), parodie des films de gangsters, en plein campus universitaire. Il obtient grâce à ce moyen métrage un prix au PIA Film Festival, en 1980, et ce petit succès lui ouvre les portes du monde du cinéma, puisqu'il travaille par la suite comme assistant de deux réalisateurs, Shinji Sōmai et Kazuhiko Hasegawa.

### Déceptions et retour à l'université
Après trois années d'apprentissage, il se fait embaucher à la Nikkatsu dans leur production déclinante de pinku eiga, ou romans porno, où en 1983 il tourne son premier long métrage, Kandagawa Wars (Kandagawa inran sensō). En raison du manque de scènes érotiques, cette histoire d'échanges sexuels de part et d'autre d'une rivière ne satisfait pas entièrement la major japonaise et n'attire pas le public nippon. La Nikkatsu décide de ne pas distribuer son film suivant, Joshi dasei: Hazukashii seminar, car il ne correspond pas aux critères du genre, aux conventions du pinku eiga. Vexé, Kiyoshi Kurosawa demande alors à la société des réalisateurs indépendants de racheter les droits du film qui sort remonté, sous le titre de The Excitement of the DoReMiFa Girl en 1985.
Désormais sur la liste noire des producteurs à la suite de cet incident, sa carrière connaît un arrêt brutal. Âgé de trente ans, il retourne à l'université en tant que professeur et influencera à son tour de futurs cinéastes japonais (Takashi Shimizu - futur réalisateur de The Grudge). Vingt ans après, il enseigne toujours à la Film School of Tokyo.

### Renouveau: cinéma, télévision, écriture
En 1989, il tourne un thriller important pour lui : Sweet Home, un thriller fantastique situé dans une maison hantée, oscillant entre La Maison du diable et Poltergeist. Bien qu'il n'ait pas obtenu d'exercer un contrôle total sur le film, Kurosawa, de cinéaste proscrit, devient réalisateur à part entière. Son retour dans le circuit s'explique par l'aide de son ami Jūzō Itami qui jouait dans The Excitement of the DoReMiFa Girl, devenu un auteur reconnu avec Tampopo.
Au début des années 1990, il tourne de nouveau. Cette fois-ci pour la télévision : Kansai TV lui commande des téléfilms d'horreur, une série de films de fantômes (Gakkō no kaidan, Modae kurushimu katsuji chudokusha: jigoku no misogura, Yorobi no uzumaki).
En 1992, il réalise Le Gardien de l'enfer, huis clos sanglant où un tueur psychopathe sumo élimine les cadres d'une entreprise. Le film sort en salle et connaît un petit succès public. La même année, il écrit un premier ouvrage intitulé Eizo no karisma: Kurosawa Kiyoshi eigashi et bénéficie d'une résidence au Sundance Institute pour l'écriture du scénario de Charisma.
Kurosawa participe à de nombreux tournages, il réalise une pléthore de films dont le succès n'est que restreint et la qualité irrégulière. Mais il affine ainsi des facultés naissantes. Il tourne de nouveau des thrillers, avec la série des Suit Yourself or Shoot Yourself, dont il signe les six épisodes en 1996 pour la télévision japonaise. De 1994 à 1998, Kiyoshi met en boîte plus de dix films pour le V-Cinema.

### Cureet autres films: une reconnaissance élargie

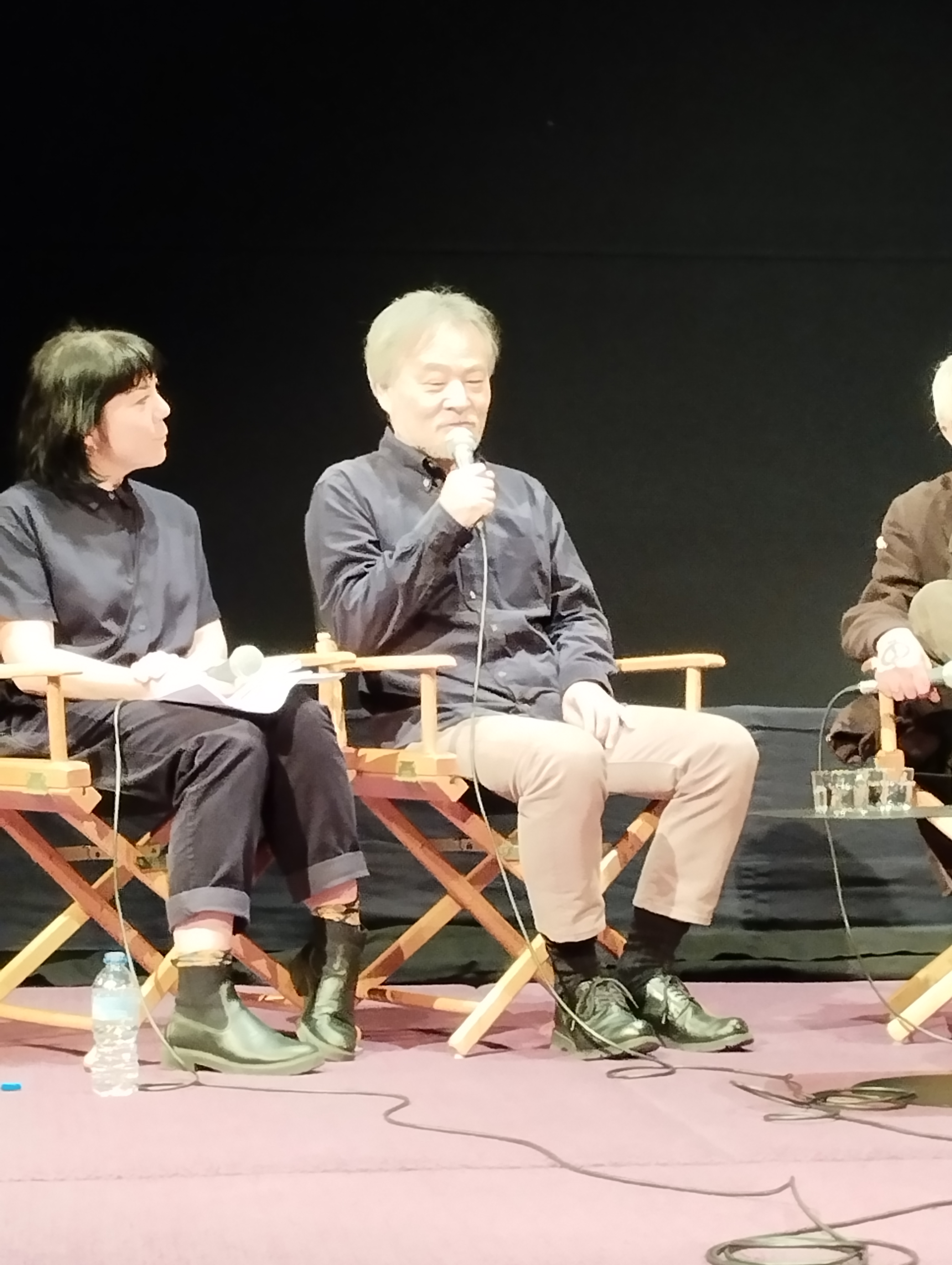
Kiyoshi Kurosawa durant sa masterclass à la Cinémathèque française en mars 2023.

C'est Cure, réalisé en 1997, qui promeut le cinéaste. Sa réputation gagne l'Occident, avec des projections remarquées dans de nombreux festivals, puis avec la sortie française du film en novembre 1999. Charisma et Kaïro sortiront peu de temps après et seront des succès. Le réalisateur est loué par la presse. En 2003, son Jellyfish est présenté en compétition officielle au Festival de Cannes, et en 2006 Jim Sonzero réalise Pulse, un remake de Kaïro. En 2008, Tokyo Sonata est présenté au Festival de Cannes dans la section Un certain regard.

## Rétrospectives
Son travail a fait l'objet de plusieurs rétrospectives en France : dès 1999 au Forum des Images dans le cadre du Festival d'Automne à Paris, à la Maison de la culture du Japon (2002), au Festival des trois continents de Nantes (2009), à la Cinémathèque française (2012), ou au festival Entrevues de Belfort (2014).

## Filmographie partielle

### Longs métrages
- 1983 : Kandagawa Wars (神田川淫乱戦争, Kanda gawa inran sensō?)

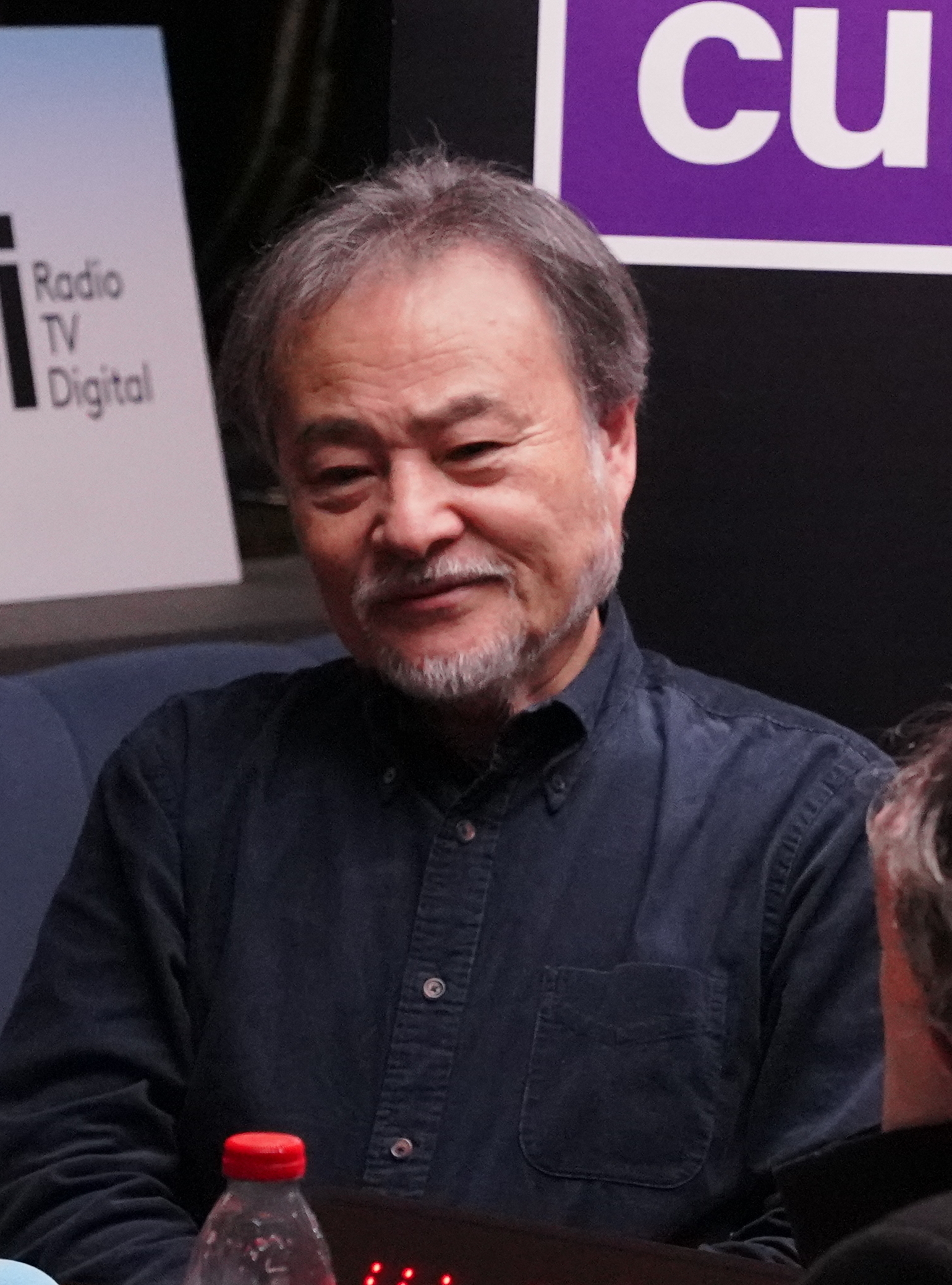
Pour la présentation de Cloud et l'enregistrement de Mauvais Genres à Reims Polar.

- 1985 : The Excitement of the Do Re Mi Fa Girl (ドレミファ娘の血は騒ぐ, Doremifa musume no chi wa sawagu?)
- 1989 : Sweet Home (スウィートホーム, Suwiito hōmu?)
- 1992 : Le Gardien de l'enfer (地獄の警備員, Jigoku no keibi in?)[4]
- 1997 : Cure (キュア, Kyua?)
- 1998 : License to Live (ニンゲン合格, Ningen gōkaku?)
- 1999 : Charisma (カリスマ, Karisuma?)
- 1999 : Vaine Illusion (大いなる幻影, Ōinaru gen'ei?)
- 2000 : Séance (降霊, Kōrei?)
- 2001 : Kaïro (回路, Kairo?)
- 2003 : Jellyfish (アカルイミライ, Akarui mirai?)
- 2003 : Doppelgänger (ドッペルゲンガー, Dopperugengā?)
- 2005 : Loft (ロフト, Rofuto?)
- 2006 : Rétribution (叫, Sakebi?)
- 2008 : Tokyo Sonata (トウキョウソナタ, Tōkyō sonata?)
- 2012 : Shokuzai (贖罪?)[Note 1]
- 2013 : Real (リアル〜完全なる首長竜の日〜, Riaru〜Kanzen naru shuchō ryū no hi〜?)
- 2013 : Seventh Code (セブンス コード, Sebunsu kodo?)
- 2015 : Vers l'autre rive (岸辺の旅, Kishibe no tabi?)
- 2016 : Le Secret de la chambre noire (ダゲレオタイプの女, Dagereotaipu no onna?)
- 2016 : Creepy (クリーピ, Kuriipii?)
- 2017 : Avant que nous disparaissions (散歩する侵略者, Sanpo suru shinryakusha?)
- 2017 : Invasion (予兆 散歩する侵略者, Yochō: Sanpo suru shinryakusha?)[5]
- 2019 : Au bout du monde (旅のおわり世界のはじまり, Tabi no owari sekai no hajimari?)
- 2020 : Les Amants sacrifiés (スパイの妻, Supai no tsuma?)
- 2024 : La Voie du serpent (蛇の道, Hebi no michi?)
- 2025 : Cloud (クラウド, Kuraudo?)

### Courts et moyens métrages
- 1977 : Shiroi hada ni kurū kiba
- 1978 : School Days
- 1980 : Vertigo College (しがらみ学園, Shigarami gakuen?)[6]
- 1982 : The War (Tōsō zen'ya) co-réalisé avec Kunitoshi Manda[7]
- 2003 : Matasaburo, le vent (風の又三郎, Kaze no Matasaburō?)[8]
- 2004 : Ghost Cop
- 2004 : Soul Dancing (ココロオドル, Kokoro odoru?)[9]
- 2013 : Beautiful New Bay Area Project
- 2025 : Chime

### Téléfilms et séries
- 1988 : Ils sont revenus, ce soir aussi (奴らは今夜もやってきた, Yatsura wa konya mo yattekita?) (2e épisode du film Dangerous Stories (危ない話 夢幻物語, Abunai hanashi: Mugen monogatari?)[10])
- 1990 : Wordholic Prisoner (もだえ苦しむ活字中毒者 地獄の味噌蔵, Modae kurushimu katsuji chūdokusha: Jigoku no misogura?)[11] (court métrage issu de la série Dramadas)
- 1992 : Whirlpool of Joy (よろこびの渦巻, Yorokobi no uzumaki?)[12] (court métrage issu de la série Dramadas)
- 1992 : First Kiss (Fāsutokissu)[13] (onzième épisode de la série Munasawagi no 15 sai (胸さわぎの15才?))
- 1993 : Un écolier sans code d'honneur (Jingi naki shogakusei)[14] (onzième épisode de la série Watanabe (ワタナベ?))
- 1994 : Hanako-san (花子さん?)[15] (troisième épisode de la série Gakkō no kaidan)
- 1994 : Qui est cette fille ? (あの子はだあれ?, Anoko wa daare ??)[16] (dernier épisode de la série Gakkō no kaidan)
- 1997 : Conte mystérieux d'une fermeture d'école (廃校奇譚, Haiko ki dan?)[17] (troisième sketch du film Gakkō no kaidan f (学校の怪談f?))
- 1998 : Esprit de l'arbre (木霊, Kodama?)[18] (deuxième sketch du film Gakkō no kaidan G (学校の怪談G?))
- 2001 : Hanako-san (花子さん?) (quatrième sketch du film Gakko no kaidan: Haru no mononoke special (学校の怪談 物の怪スペシャル?))
- 2005 : Bug's House (蟲たちの家, Mushi-tachi no ie?)[19] (épisode de la série Umezu Kazuo kyōfu gekijō (楳図かずお恐怖劇場?))
- 2012 : Shokuzai (贖罪?) (série pour la chaîne TV WOWOW de cinq épisodes)

### V-Cinema (direct to video)
- 1994 : Yakuza Taxi (ヤクザタクシー, Yakuza takushï?)
- Suit Yourself or Shoot Yourself (six films tournés, pour la télévision et la sortie en cassette vidéo) :
  - 1995 : Suit Yourself or Shoot Yourself!! The Heist (勝手にしやがれ!! 強奪計画, Katte ni shiyagare!! Gōdatsu keikaku?)[20]
  - 1995 : Suit Yourself or Shoot Yourself!! The Escape (勝手にしやがれ!! 脱出計画, Katte ni shiyagare!! Dasshutsu keikaku?)[21]
  - 1996 : Suit Yourself or Shoot Yourself!! The Loot (勝手にしやがれ!! 黄金計画, Katte ni shiyagare!! Ōgon keikaku?)[22]
  - 1996 : Suit Yourself or Shoot Yourself!! The Gamble (勝手にしやがれ!! 逆転計画, Katte ni shiyagare!! Gyakuten keikaku?)[23]
  - 1996 : Suit Yourself or Shoot Yourself!! The Nouveau Riche (勝手にしやがれ!! 成金計画, Katte ni shiyagare!! Narikin keikaku?)[24]
  - 1996 : Suit Yourself or Shoot Yourself!! The Hero (勝手にしやがれ!! 英雄計画, Katte ni shiyagare!! Eiyū keikaku?)[25]
- 1996 : Door III (DOOR III) (TV)
- 1997 : The Revenge: A Visit From Fate (復讐 運命の訪問者, Fukushū: Unmei no hōmonsha?)[26]
- 1997 : The Revenge: The Scar That Never Fades (復讐 消えない傷痕, Fukushū: Kienai kizuato?)[27]
- 1998 : Le Chemin du serpent (蛇の道, Hebi no michi?)
- 1998 : Les Yeux de l'araignée (蜘蛛の瞳, Kumo no hitomi?)

## Récompenses
- Japanese Professional Movie Awards 1998 : prix du meilleur film pour Le Chemin du serpent[28]
- Japanese Professional Movie Awards 2001 : prix du meilleur film pour Charisma[29]
- Festival international du film de Rome 2013 : prix du meilleur réalisateur pour Seventh Code
- Festival de Cannes 2015 : prix de la mise en scène de la section Un certain regard pour Vers l'autre rive[30]
- Mostra de Venise 2020 : Lion d'argent du meilleur réalisateur pour Les Amants sacrifiés[31]
- Kinema Junpō 2021 : prix du meilleur film et prix du meilleur scénario pour Les Amants sacrifiés (conjointement avec Tadashi Nohara et Ryūsuke Hamaguchi)[32]